# Francis Tranier
Pour le joueur français français de rugby à XV, voir Laurent Tranier.

a Compétitions nationales et continentales officielles uniquement.

b Matchs officiels uniquement.
Francis Tranier, né le 6 juillet 1950 à Bor-et-Bar (Aveyron), est un joueur français de rugby à XIII au poste d'arrière.
Il découvre le rugby à XIII dans son lycée Saint-Joseph de Villefranche-de-Rouergue. Il intègre ensuite le club de Villefranche qui évolue en première division du Championnat de France dans les années 1970. Bien que le club ne joue pas les premières places du Championnat, il est régulièrement appelé en équipe de France prenant part à la Coupe du monde en 1975 en ainsi qu'à la Coupe d'Europe des nations en 1978, 1979 et 1980. Il est notamment présent lors des victoires françaises lors de la Tournée de l'équipe d'Australie en 1978.

## Biographie

### Jeunesse villefranchoise
Il découvre le Rugby à XIII à partir de la 2nde au lycée Saint-Joseph de Villefranche-de-Rouergue avec son professeur André Andurand, lui-même joueur de rugby à XIII à Villefranche. Cette période des années 1965 et 1975 coïncide pour ce lycée avec de brillants résultats sportifs dont sont issus également Guy Lacombe (football), Drissa Dié (basket-ball) et Christian Laumond (rugby à XIII).

### Carrière sportive à Villefranche XIII
À l'âge de 18 ans en 1968, il intègre le club de Villefranche XIII et rapidement devient, malgré son jeune âge, titulaire au poste d'arrière de cette équipe entraînée par l'ancien international Jacques Fabre. Sa première titularisation est contre Carpentras cette saison-là.
Il dispute au sein du club de Villefranche près de 250 rencontres de première ou seconde division du Championnat de France ou de Coupe de France entre 1968 et 1980. Il dispute à une reprise une demi-finale de Coupe de France en 1971 perdue 13-15 contre Lézignan, et est désigné « révélation de l’année » 1975 par le journal Midi-Olympique.

### Ultime saison à Tonneins
Lors de l'ultime saison de sa carrière sportive, il rejoint avec Christian Laumond le club de Tonneins et conclut sa carrière avec une seconde participation à une demi-finale de Coupe de France, perdue 3-21 cette fois-ci contre le XIII Catalan.
Il arrête sa carrière de joueur à l'âge de 31 ans.
Après sa carrière sportive, il est devenu salarié du café-brasserie « Le Globe » situé 1 Place de la République à VIllefranche-de-Rouergue.

### Carrière internationale
En 1975 à vingt-quatre ans, il connaît ses premières sélections en équipe de France. Le sélectionneur Antoine Jimenez fait appel à lui en mars 1975 pour les premières rencontres de la Coupe du monde 1975 en remplacement de Guy Vigouroux arrière des dernières sorties de la sélection. Il inaugure sa carrière internationale contre le pays de Galles le 2 mars 1975 par une victoire 14-7 au Stadium de Toulouse. Deux semaines plus tard, il est aligné le 16 mars 1975 contre Angleterre et y subit sa première défaite 2-20 à Leeds. Il reste titulaire au poste d'arrière lors du voyage de l'équipe de France en Océanie en juin 1975. Malgré les deux défaites contre la Nouvelle-Zélande et l'Australie, il est cité comme l'un des meilleurs éléments de la sélection. Pour les quatre rencontres suivantes en octobre-novembre 1975, il ne peut répondre positivement à la convocation en raison d'une entorse à la cheville avec distorsion des ligaments lors d'une rencontre de championnat de France contre Pau et est remplacé numériquement par Vigouroux qui ne sera toutefois pas aligné. En son absence sur ces quatre rencontres, Maurice de Matos, Marcel Pillon et José Calle s'essaient à son poste sans grande réussite puisque la France y subit trois défaites et un nul terminant dernière de cette édition de Coupe du monde.
Il se met en retrait durant une année du rugby à XIII en 1976-1977 laissant sa place à l'arrière de l'équipe de France libre et à laquelle profite alors à Marcel Pillon, Pierre Saboureau ou Jacques Guigue, et ne prend pas part à la victoire de la France à l'édition 1977 de la Coupe d'Europe.
Après plus de deux ans loin de l'équipe de France, il est rappelé en mars 1978 pour affronter l'Angleterre dans le cadre de la Coupe d'Europe 1978 le 5 mars 1978. Malgré la défaite 11-13, Tranier marque son premier essai en sélection à la 70e minute à la suite d'une longue chandelle de Guy Alard tombée dans l'en-but anglais dont la réception est manquée par George Fairbairn et profite à Tranier qui aplatit le premier. En fin d'année 1978, l'Australie Championne du Monde en titre organise une tournée sur le continent européen et affronte la France à deux reprises. Tranier y est titulaire à l'arrière et prend part aux deux victoires françaises, 13-10 le 26 novembre 1978 à Carcassonne et  11-10 le 10 décembre 1978 à Toulouse, il s'agit des deux dernières victoire de la France sur l'Australie depuis.
Le 4 février 1979, il affronte dans le cadre de la Coupe d'Europe 1979 le pays de Galles et prend une part active dans ce succès 15-8 en inscrivant son second essai en sélection, celui-ci en coin. Bien que désormais titulaire, il renonce à la seconde rencontre contre l'Angleterre pour blessure remplacé par Alain Touchagues. Enfin, il connaît à vingt-neuf ans sa neuvième et dernière sélection le 16 mars 1980 en remplaçant Marcel Pillon blessé contre l'Angleterre pour la Coupe d'Europe 1980 à Narbonne. Il ponctue sa carrière internationale par une défaite 2-4 controversée et rate l'occasion de remporter un trophée avec la sélection.

## Détails

### En sélection

#### Coupe du monde
| Édition    | Rang | Résultats France | Résultats Tranier | Matchs Tranier |
| ---------- | ---- | ---------------- | ----------------- | -------------- |
| Monde 1975 | 5e   | 1 v, 1 n, 6 d    | 1 v, 0 n, 3 d     | 4/8            |

Légende : v = victoire ; n = match nul ; d = défaite.

#### Coupe d'Europe
| Édition | Rang | Résultats France | Résultats Tranier | Matchs Tranier |
| ------- | ---- | ---------------- | ----------------- | -------------- |
| 1978    | 3e   | 0 v, 0 n, 2 d    | 0 v, 0 n, 1 d     | 1/2            |
| 1979    | 2e   | 1 v, 0 n, 1 d    | 1 v, 0 n, 0 d     | 1/2            |
| 1980    | 2e   | 1 v, 0 n, 1 d    | 0 v, 0 n, 1 d     | 1/2            |

Légende : v = victoire ; n = match nul ; d = défaite.

#### Détails en sélection
| 1. | 2 mars 1975      | pays de Galles   | 14-7  | Coupe du monde | Arrière | - | - | - | - |
| 2. | 16 mars 1975     | Angleterre       | 2-20  | Coupe du monde | Arrière | - | - | - | - |
| 3. | 15 juin 1975     | Nouvelle-Zélande | 0-27  | Coupe du monde | Arrière | - | - | - | - |
| 4. | 21 juin 1975     | Australie        | 6-26  | Coupe du monde | Arrière | - | - | - | - |
| 5. | 5 mars 1978      | Angleterre       | 11-13 | Coupe d'Europe | Arrière | 3 | 1 | - | - |
| 6. | 26 novembre 1978 | Australie        | 13-10 | Tournée        | Arrière | - | - | - | - |
| 7. | 10 décembre 1978 | Australie        | 11-10 | Tournée        | Arrière | - | - | - | - |
| 8. | 4 février 1979   | pays de Galles   | 15-8  | Coupe d'Europe | Arrière | 3 | 1 | - | - |
| 9. | 16 mars 1980     | Angleterre       | 2-4   | Coupe d'Europe | Arrière | - | - | - | - |